# مقاطعة لوس ريوس

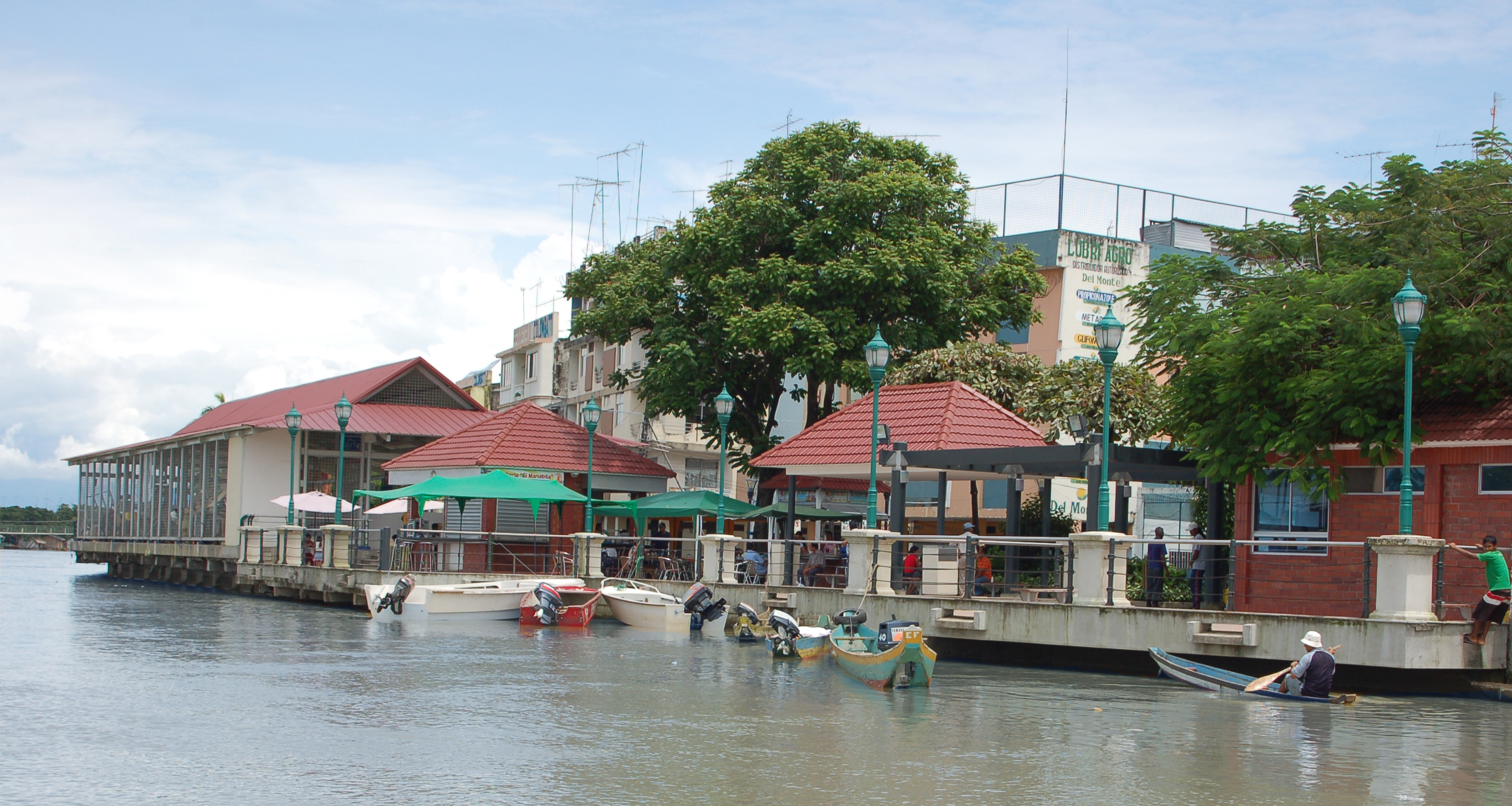
رصيف البلدية الجديدة, باباويو

لوس ريوس هي مقاطعة في الإكوادور العاصمة هي باباويو. تأسست القاطعة على 30 سبتمبر 1948، تحت مرسوم تشريعي. وتأسست عاصمتها باباويو في 6 أكتوبر 1860.

## كانتونات
وتنقسم المقاطعة إلى 13 كانتونات :

## أعلام
- فرناندو غايبور
- لويس فرناندو ليون